# ナーストレンド

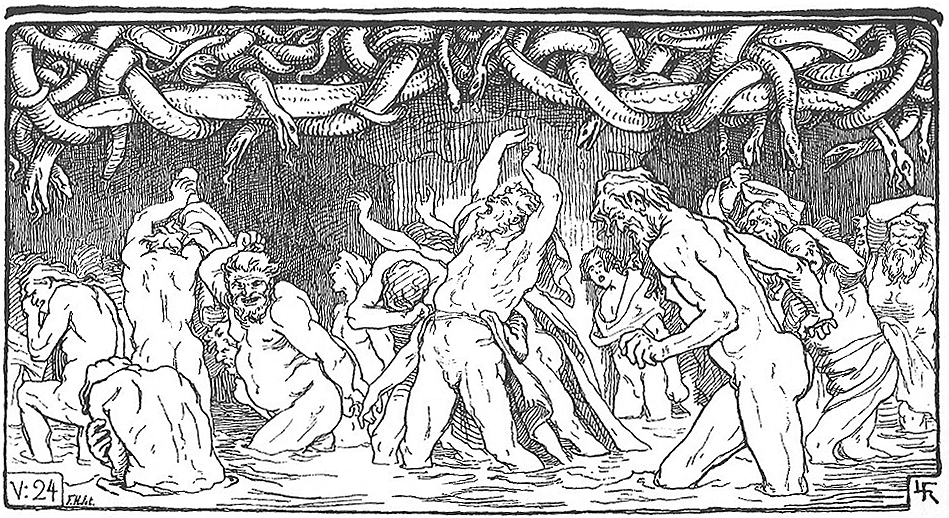
ローランス・フレーリクによって描かれたナーストレンドの館の様子。

ナーストレンドもしくはナーストロンド（古ノルド語: Nástrǫnd）は、北欧神話に出てくる死者の世界のことである。名前は「死者の岸」の意味である。
『巫女の予言』と『ギュルヴィたぶらかし』には、ナーストレンドの上に、北向きの扉がついた館があることが書かれている。その天窓（古代の北欧の屋根についていた明かり取り兼煙出し用の窓）からは毒がしたたり、壁は蛇の背骨を編んで作られている。
さらに『巫女の予言』には、ナーストレンドにある館でニーズヘッグが死者の血をすすること、狼が男たちの体を裂いてしまうことが書かれている。